# Cristóvão Pedro de Morais Sarmento
Cristovão Pedro de Morais Sarmento (Salvador (Brasil), 13 de maio de 1788 — Londres, 11 de janeiro de 1851), 1.º barão e 1.º visconde de Torre de Moncorvo, foi um magistrado, diplomata e político que, entre outras funções de relevo, foi ministro plenipotenciário na Legação de Portugal em Londres e Ministro e Secretário de Estado dos Negócios Estrangeiros do 11.º governo da Monarquia Constitucional, em funções de 12 de março a 21 de abril de 1841. Negociou o Tratado da Quádrupla Aliança (1834), instrumento diplomático que garantiu a sobrevivência do recém-implantado regime liberal em Portugal.

## Biografia
Nasceu na Bahia, filho do desembargador Tomás Inácio de Moraes Sarmento e de sua esposa, Perpétua Gertrudes da Cunha. Foi irmão do político Alexandre Tomás de Morais Sarmento, o 1.º visconde do Banho. Foi feito barão de Torre de Moncorvo por decreto de 23 de maio de 1835 da rainha D. Maria II, em reconhecimento pelo êxito nas negociações para o reconhecimento do novo regime português por Espanha e pelas principais potências europeias. A 13 de julho de 1847 foi elevado a visconde do mesmo título.
Frequentou juntamente com o irmão, o curso da Universidade de Coimbra onde viria a formar-se em Leis em 1814, tendo em 1808 interrompido os estudos ao se alistar no Batalhão Académico, tendo participado ativamente nas campanhas da Guerra Peninsular. Terminada a guerra e concluídos  os  estudos,  foi  sendo  nomeado  para  diferentes  lugares  na  organização fiscal do Estado português, alcançando o lugar de superintendente das Alfândegas e do Tabaco na Província de Trás-os-Montes.
No início da década de 1820 ingressou na carreira diplomática. Exilado político em 1828, passou nos anos seguintes por Inglaterra e Brasil.
Em 1834 negociou em Madrid o reconhecimento de D. Maria  II. Passou enquanto diplomata pela embaixada portuguesa em Londres, no início da década de 1820, e foi enviado extraordinário em Copenhaga entre 1824 e 1828, mas mantendo atividade até 1833. Foi aí que em 1 de dezembro de 1828 casou com Carlota Jordan, que viria a falecer em 1842, tendo Cristóvão casado depois com a cunhada, Carolina Guilhermina Jordan.
Em dezembro de 1833 assumiu o lugar de enviado extraordinário e ministro plenipotenciário em Londres, que manteria até 1837, e onde a sua ação se destacou pela assinatura,  com o diplomata espanhol Manuel Pando Fernández de Pineda, o marquês de Miraflores, e os ministros Henry Temple, visconde Palmerston (britânico), e Charles-Maurice de Talleyrand (francês), do Tratado da Quádrupla Aliança (1834), instrumento diplomático que garantia a segurança da nascente Monarquia Constitucional Portuguesa face aos seus inimigos internos e externos. Esta aliança viria a ser fulcral na resolução da crise da Patuleia. Voltou a Londres como enviado extraordinário em 1839, mantendo atividade naquela capital até 1850, embora acumulando com outras missões.
Foi nomeado Ministro e Secretário de Estado dos Negócios Estrangeiros do 11.º governo da Monarquia Constitucional, em funções de 12 de março a 21 de abril de 1841. Contudo, o visconde de Torre de Moncrovo e Rodrigo da Fonseca foram nomeados ministro dos Negócios Estrangeiros e ministro interino dos Negócios Estrangeiros, respetivamente, na mesma data. O visconde de Torre de Moncorvo, ausente no estrangeiro, nunca tomaria posse da pasta, sendo exonerado a 21 de abril, permanecendo interinamente durante todo esse período Rodrigo da Fonseca até 9 de junho, sendo efetivo a partir dessa data.
Nesse período, foi negociado o Tratado de Amizade, Comércio e Navegação, celebrado entre o sultão Abdul Medjid Khan, imperador otomano, e a rainha D. Maria II de Portugal, assinado em Londres em 20 de março de 1843. Foram plenipotenciários, o embaixador extraordinário do imperador dos otomanos junto da rainha de Inglaterra, Séyed Mouhammed Emin Aali Effendi e Cristóvão Pedro de Morais Sarmento, barão da Torre de Moncorvo, pela rainha de Portugal.
Em 1849, em fim de carreira e fim de vida, desempenhou funções na legação portuguesa em Viena. A estada foi no entanto curta, regressando a Londres onde viria a falecer em 1851.
Ainda em vida os seus serviços não deixaram de ser reconhecidos pela Coroa. Em 23 de maio de 1835 a então recém-coroada rainha D. Maria II atribuiu-lhe o título de barão da Torre de Moncorvo. A 13 de julho de 1847 o mesmo título seria elevado a viscondado. Afastado fisicamente do reino, o seu nome não era no entanto esquecido na política, pois sem nunca ter tomado lugar nas câmaras do parlamento, foi eleito deputado em 1821 e par do reino em 1849.